# Liste der Biografien/Leig
Liste der Biografien |
Portal Biografien |
Personensuche
# |
A |
B |
C |
D |
E |
F |
G |
H |
I |
J |
K |
L |
M |
N |
O |
P |
Q |
R |
S |
T |
U |
V |
W |
X |
Y |
Z |
?
 
La |
Lb |
Lc |
Le |
Lg |
Lh |
Li |
Lj |
Ll |
Lm |
Lo |
Lp |
Lt |
Lu |
Lv |
Lw |
Lx |
Ly |
Lz
 
Lea |
Leb |
Lec |
Led |
Lee |
Lef |
Leg |
Leh |
Lei |
Lej |
Lek |
Lel |
Lem |
Len |
Leo |
Lep |
Leq |
Ler |
Les |
Let |
Leu |
Lev |
Lew |
Lex |
Ley |
Lez
 
Leia |
Leib |
Leic |
Leid |
Leie |
Leif |
Leig |
Leih |
Leij |
Leik |
Leil |
Leim |
Lein |
Leip |
Leir |
Leis |
Leit |
Leiu |
Leiv |
Leiw |
Leix |
Leiz
Die Liste der Biografien führt alle Personen auf, die in der deutschsprachigen Wikipedia einen Artikel haben. Dieses ist eine Teilliste mit 71 Einträgen von Personen, deren Namen mit den Buchstaben „Leig“ beginnt.

## Leig

### Leige
- Leigertwood, Mikele (* 1982), antiguanischer Fußballspieler

### Leigh
- Leigh, Ashton (* 1986), US-amerikanische Schauspielerin
- Leigh, Augusta (1783–1851), britische Aristokratin und die Halbschwester des Dichters Lord Byron
- Leigh, Barbara (* 1946), US-amerikanische Schauspielerin
- Leigh, Benjamin W. (1781–1849), US-amerikanischer Politiker
- Leigh, Carol (1951–2022), US-amerikanische Filmemacherin und Aktivistin für die Rechte von Prostituierten
- Leigh, Carol Ann (1933–2020), US-amerikanische Blues- und Jazzmusikerin (Gesang)
- Leigh, Cherami (* 1988), US-amerikanische Schauspielerin und Synchronsprecherin
- Leigh, Chyler (* 1982), US-amerikanische SchauspielerinChyler Leigh (* 1982)

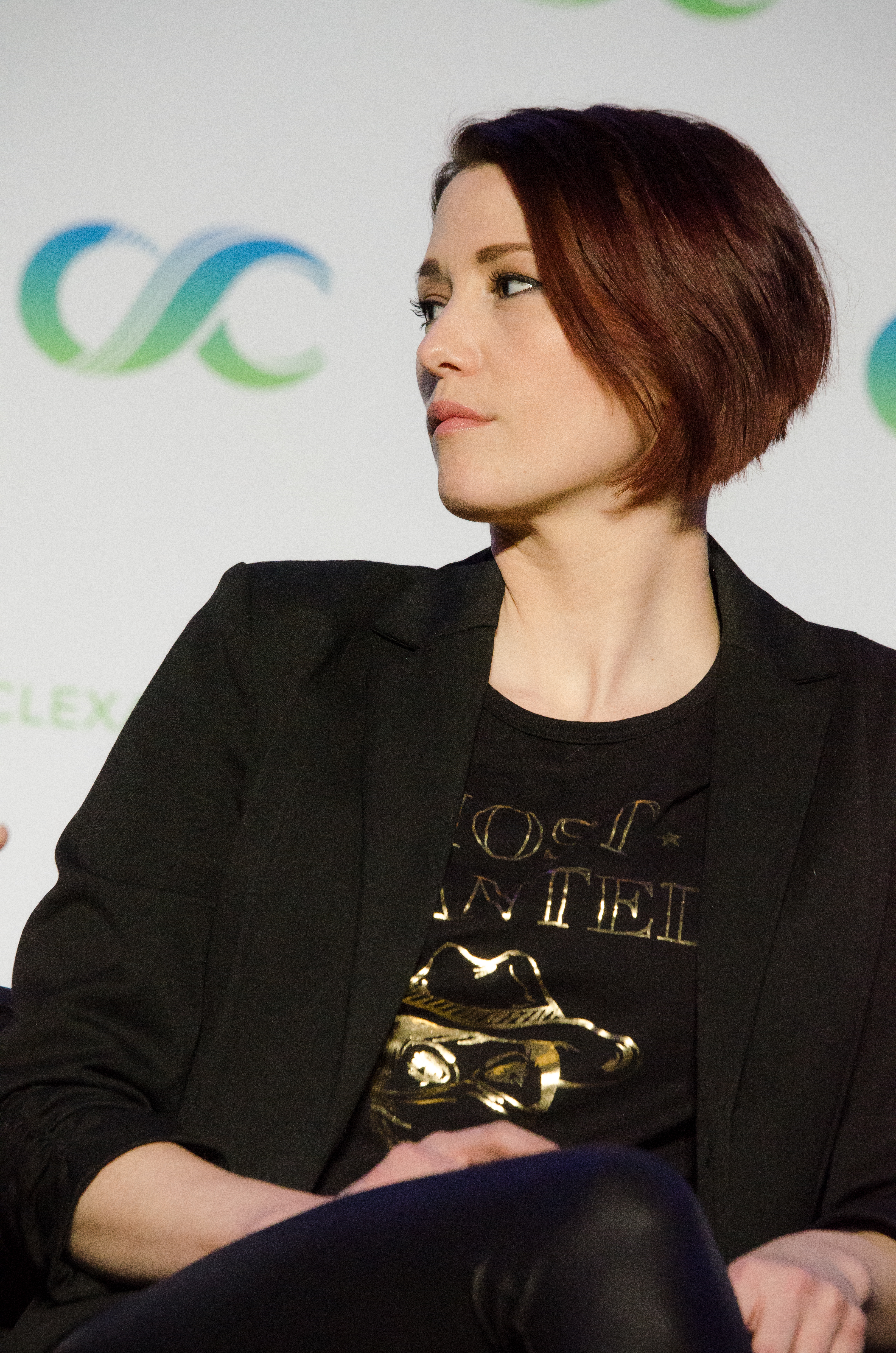
Chyler Leigh (* 1982)

- Leigh, David (* 1946), britischer Investigativjournalist und Hochschullehrer
- Leigh, David (* 1956), britischer Schwimmer
- Leigh, David A. (* 1963), britischer Chemiker und Pionier der Nanowissenschaften
- Leigh, Dorian (1917–2008), US-amerikanisches Fotomodell, Schauspielerin
- Leigh, Edward (* 1950), britischer Politiker (Conservative Party), Mitglied des House of Commons
- Leigh, Elizabeth Medora (1814–1849), britische Abenteuerin und vermutlich uneheliche Tochter des Dichters Lord Byron
- Leigh, Francis, 1. Earl of Chichester (1598–1653), britischer Peer und Politiker
- Leigh, Greg (* 1994), englischer Fußballspieler
- Leigh, Gustavo (1920–1999), chilenischer Generalleutnant
- Leigh, Heather (* 1979), amerikanische Improvisationsmusikerin und Songwriterin
- Leigh, Howard, Baron Leigh of Hurley (* 1959), britischer Wirtschaftsmanager und Politiker (Conservative Party)
- Leigh, Janet (1927–2004), US-amerikanische Filmschauspielerin
- Leigh, Jennifer Jason (* 1962), US-amerikanische SchauspielerinJennifer Jason Leigh (* 1962)

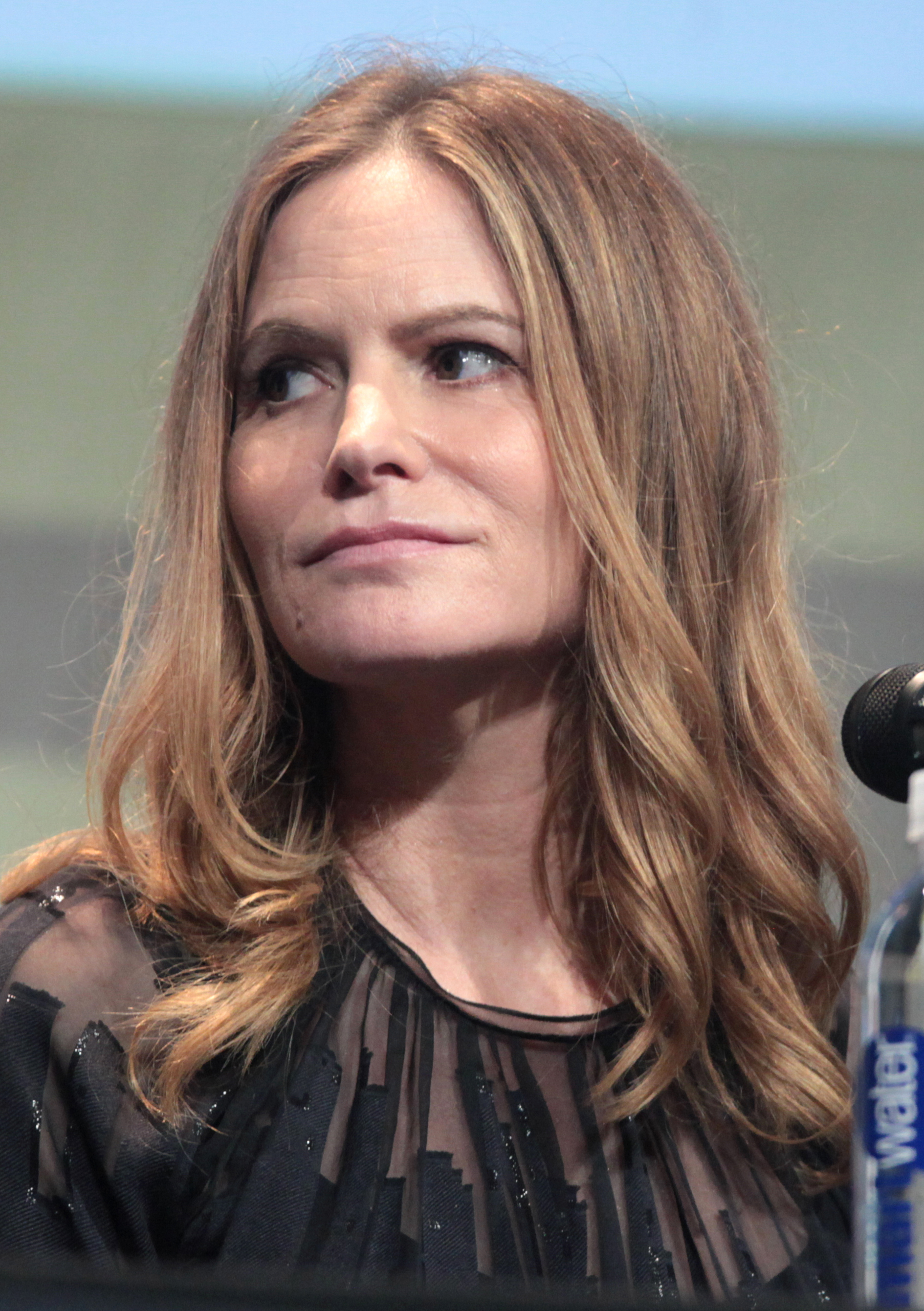
Jennifer Jason Leigh (* 1962)

- Leigh, John (* 1965), neuseeländischer Schauspieler und Synchronsprecher
- Leigh, Kassum (1948–2014), gambischer Seyfo
- Leigh, Katie (* 1958), US-amerikanische Synchronsprecherin
- Leigh, Leila (* 1975), US-amerikanische Schauspielerin
- Leigh, Lyane (* 1969), deutsche Popsängerin
- Leigh, Makenzie (* 1990), US-amerikanische Schauspielerin
- Leigh, Mary (1885–1978), englisch-britische radikal-militante Suffragette
- Leigh, Mike (* 1943), britischer Autor, Bühnenbildner, Regisseur und Schauspieler
- Leigh, Mitch (1928–2014), US-amerikanischer Komponist und Theaterproduzent
- Leigh, Monroe (1919–2001), amerikanischer Jurist, Präsident der amerikanischen Gesellschaft für internationales Recht
- Leigh, Nikki (* 1988), US-amerikanische Schauspielerin und Model
- Leigh, Simone (* 1967), US-amerikanische Künstlerin
- Leigh, Stephen (* 1951), US-amerikanischer Science-Fiction-Autor
- Leigh, Suzanna (1945–2017), britische Schauspielerin
- Leigh, Todd, US-amerikanischer Schauspieler und Filmschaffender
- Leigh, Tom (1875–1914), englischer Fußballspieler
- Leigh, Vera (1903–1944), britische Agentin, Résistancekämpferin und NS-Opfer
- Leigh, Vivien (1913–1967), britische SchauspielerinVivien Leigh (1913–1967)

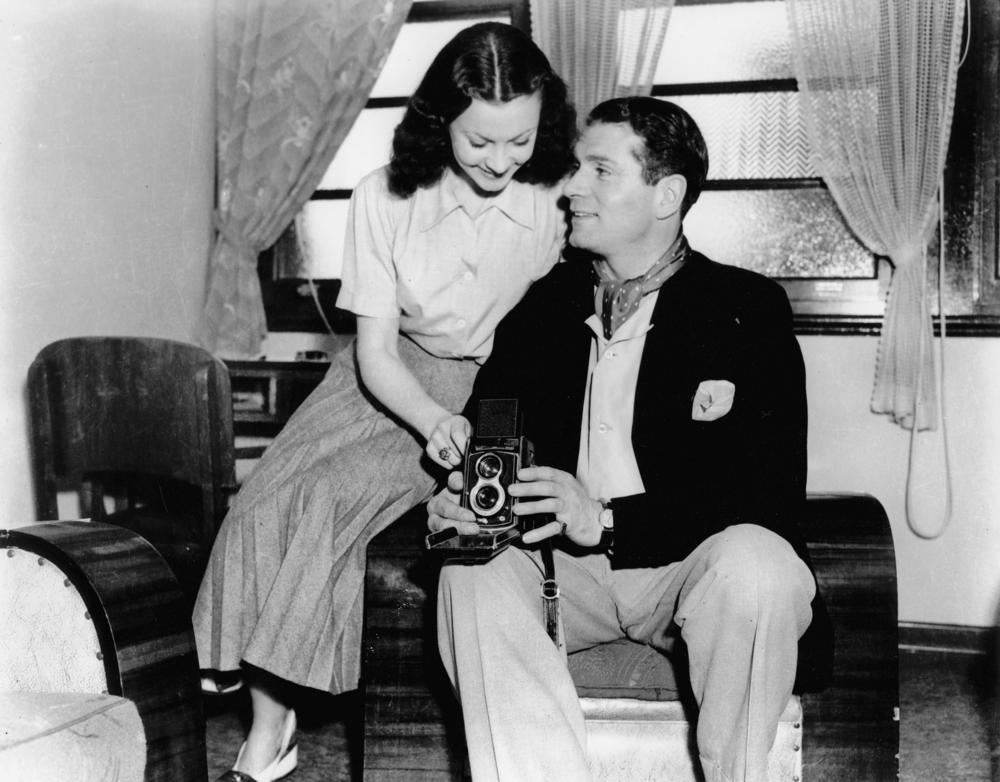
Vivien Leigh (1913–1967)

- Leigh, Walter (1905–1942), britischer Komponist und Pianist
- Leigh, Wendy (1950–2016), britische Gesellschaftsjournalistin und Buchautorin
- Leigh, William Robinson (1866–1955), amerikanischer Maler und Illustrator
- Leigh-Brown, Sam (* 1969), britische Popsängerin
- Leigh-Hunt, Barbara (1935–2024), britische Theater- und Filmschauspielerin
- Leigh-Hunt, Ronald (1920–2005), britischer Schauspieler
- Leigh-Mallory, Trafford (1892–1944), britischer Luftmarschall
- Leigh-Pemberton, Robert, Baron Kingsdown (1927–2013), britischer Politiker und Bankmanager
- Leigh-Wood, Roger (1906–1987), britischer Sprinter und Hürdenläufer
- Leighton, Amanda (* 1993), US-amerikanische Schauspielerin
- Leighton, Arthur (1889–1939), englischer Hockeyspieler
- Leighton, Bernie (1921–1994), US-amerikanischer Jazzpianist
- Leighton, Chuck (1924–2003), US-amerikanischer Autorennfahrer
- Leighton, Clare (1898–1989), britisch-amerikanische Holzstecherin, Lithografin, Buchillustratorin und Autorin
- Leighton, Edmund Blair (1852–1922), englischer Maler
- Leighton, Elaine (* 1926), US-amerikanische Schlagzeugerin
- Leighton, Frederic, 1. Baron Leighton (1830–1896), englischer Maler, Illustrator und Bildhauer des viktorianischen Neoklassizismus
- Leighton, Jim (* 1958), schottischer Fußballspieler
- Leighton, John (1865–1944), englischer Fußballspieler
- Leighton, Kenneth (1929–1988), englischer Komponist
- Leighton, Laura (* 1968), US-amerikanische Schauspielerin
- Leighton, Leroy G. (1912–1990), US-amerikanischer Ingenieur
- Leighton, Margaret (1922–1976), britische SchauspielerinMargaret Leighton (1922–1976)

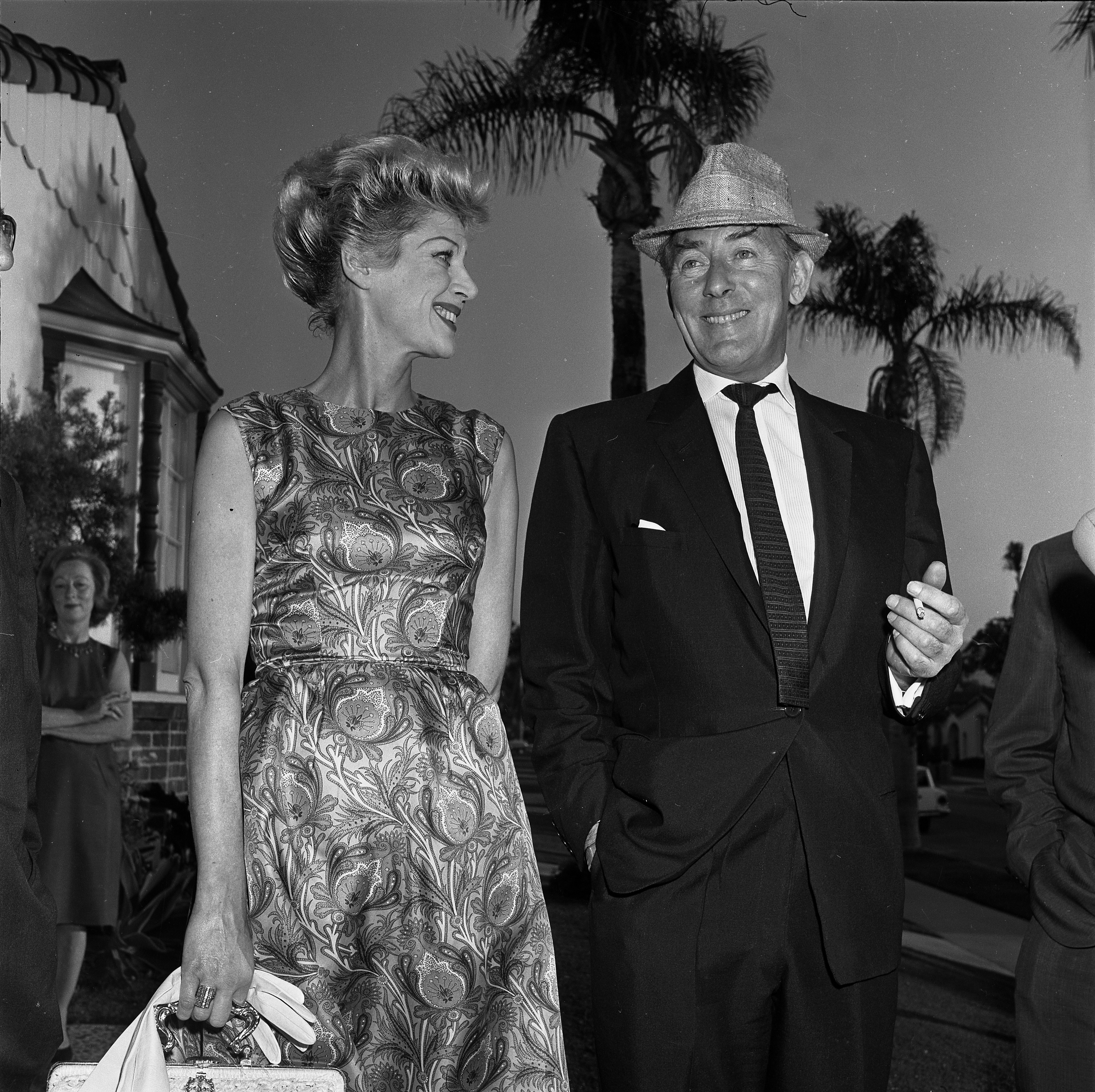
Margaret Leighton (1922–1976)

- Leighton, Michael (* 1981), kanadischer Eishockeyspieler
- Leighton, Robert, britischer Filmeditor
- Leighton, Robert B. (1919–1997), US-amerikanischer Experimentalphysiker und Astronom
- Leighton, Roland (1895–1915), englischer Schriftsteller
- Leighton-Porter, Chrystabel (1913–2000), englisches Modell
- Leighty, Jacob D. (1839–1912), US-amerikanischer Politiker

### Leign
- Leignadier-Paradon, Jérôme (* 1974), französischer Politiker und Internetaktivist

### Leigu
- Leigue Cesari, René (* 1967), bolivianischer Geistlicher, römisch-katholischer Erzbischof von Santa Cruz de la Sierra